# 憂歌団
憂歌団（ゆうかだん）は、日本のブルース・バンド。
木村充揮、内田勘太郎、花岡献治、島田和夫の4人のメンバーは、1975年のデビュー当時から1998年の冬眠に至るまで不動であった。

## 略歴
1970年、木村と内田の二人で結成。花岡以外の3人が在籍していた大阪府立工芸高等学校の文化祭が初めて出演したステージであった。バンド名は「ブルース・バンド」の邦訳で、内田が考えた。高校卒業後、阿倍野の喫茶店で定期的にライブを行う。
1974年、ベースに花岡、ドラムに島田が加入。
1975年10月1日、トリオレコードのSHOW BOATレーベルからシングル「おそうじオバチャン」でデビュー。同曲は彼らの代表曲として知られているが、1週間後に「掃除婦に対して差別的な歌である」との理由により、放送禁止処分を受けた。
1976年12月、スリーピー・ジョン・エスティスの来日公演の前座とバック・バンドを務める。このときの模様は「BLUES IS A-LIVE」と題されたライヴ盤となっている。
1980年5月、マディ・ウォーターズと、東京、大阪でジョイントする。
1982年2月28日、NHK-FM特番「Blues Made In Japan」でRCサクセションとジョイントする。5月、日比谷野音にて仲井戸麗市をゲストにコンサートを行う。
1983年、フォーライフ・レコードへ移籍。アルバム「リラックス・デラックス」をリリース。
1986年7月、日比谷野外音楽堂で開催されたジャパン・ブルース・カーニバルに出演。以後、活動停止まで、同カーニバルには毎年出演した。
1988年6月、アメリカイリノイ州シカゴのシカゴ・ブルーズ・フェスティバルに日本人として初めて出演。プロデューサーに康珍化を迎えたアルバム「BLUE'S」が結成以来最大のヒットとなる。
1990年、それまでの所属会社であるユニオンシャッフル（社長・奥村ひでまろ）解散に伴い、メンバーが独立、株式会社憂歌団オフィスを設立。マネージャーには博多出身の中村鉄平が取締役副社長として就任。株主にはK2の黒田征太郎と長友啓典の両人に要請した。ジャンケンによって花岡が初代社長に就任した。木村が木村充揮へ改名。続いて花岡も花岡献治へ改名。
1993年、ワーナーミュージックへ移籍。アルバム「GON-TA」をリリースする。CDのジャケットはK2の黒田征太郎と長友啓典に依頼した。
1994年、「筑紫哲也 NEWS23」エンディングテーマに「風を追いかけて〜CHASIN' THE WIND〜」が採用される。デビュー以来、初めて憂歌団の楽曲が報道番組に使われた。
1995年1月17日、阪神・淡路大震災発生。上田正樹&憂歌団プロデュース「神戸三宮ライブハウス：チキンジョージ」恒例のライブ「新春歌絵巻」は5月に延期となった。チキンジョージと憂歌団のスタッフで、復興半ばの三宮にブルーシートで急造のステージを作り、神戸の復興を願った青空ライブを開催した。「筑紫哲也 NEWS23」特集としてドキュメント収録を行い、全国に放送された。
1996年、テレビアニメ『ゲゲゲの鬼太郎』の4作目において、オープニングとエンディングのテーマ曲を担当する。また、その第33話では妖怪さら小僧の歌「ぺったらぺたらこ」を盗用してヒットしたバンドという役で、実名で特別出演した。なお、「ぺったらぺたらこ」はのちに後期エンディングテーマのシングルのカップリング曲として実際に発売された。
1998年、バンドの冬眠を宣言し、同年12月に名古屋、大阪、東京で最後のコンサートを行った。
2012年10月2日、島田が神戸市中央区の自宅マンションの階段付近で遺体となって発見され、のちに自殺と断定された。
2013年5月、再結成を発表。
8月3日、『情熱大陸SPECIAL LIVE SUMMER TIME BONANZA'13』大阪公演に出演。8月10日、東京公演に出演。
9月7日・8日、なんばHatchにて復活ライブ『憂歌団からの便り。〜島田和夫祭り〜』を開催。オリジナルメンバー3人と、ゲストドラマー4人による「ドラマーズ」（新井田耕造〈ex.RCサクセション〉、梶原徹也〈ex.THE BLUE HEARTS〉、小林雅之〈JUN SKY WALKER(S)〉、杉山章二丸〈MOJO CLUB〉）という編成であった。
12月1日、ドラムに新井田耕造が加入。
2024年6月17日、花岡が死去。

## メンバー
- 木村充揮（ボーカル・ギター。本名：木村秀勝、1954年3月24日（71歳）- 大阪府大阪市生野区出身）
- 内田勘太郎（リードギター。本名:内田昌宏、1954年1月22日（71歳）- 大阪府大阪市出身）
- 花岡献治（ベース。本名：花岡憲二、1953年7月27日 - 2024年6月17日（70歳没）[3] - 大阪府大阪市出身）
- 新井田耕造（ドラム。1953年3月25日（72歳）- 東京都台東区出身）

## 旧メンバー
- 島田和夫（ドラム。1954年3月19日 - 2012年10月2日（58歳没）[2] -  大阪府大阪市港区出身）

## ディスコグラフィー

### シングル
1. おそうじオバチャン（1975年10月1日）※SHOW BOAT（1〜6）
  - c/w：ひとり暮し
2. たくわん（1976年3月）
  - c/w：どてらい女
3. パチンコ（1976年9月）
  - c/w：10$の恋
4. 夜明けのララバイ（1978年3月）
  - c/w：四面楚歌
5. カントリー・ガール（1979年3月）
  - c/w：嫌んなった
6. 夢（1981年8月）
  - c/w：Whoo Baby
7. オナカ・イ・タ・イ（1983年9月21日）※フォーライフ・レコード（7〜16）
  - c/w：恥ずかしい
8. ザ・エン歌（1984年7月21日）
  - c/w：夜明けまで
9. スッポンポン（1985年10月21日）
  - c/w：オモロイナ
10. You are my Angel（1986年11月21日）
  - c/w：夢の印度
11. 大阪ビッグ・リバー・ブルース（1988年5月21日）
  - c/w：オンリー・ロンリー・ジャマイカ
12. かぞえきれない雨（1988年10月21日）
  - c/w：ちっちゃなダイヤモンド
13. 胸が痛い（1989年9月21日）
  - c/w：想い出の街
14. わかれのうた（1990年7月25日）
  - c/w：キスに願いを
15. 胸が痛い（'91 New Version）（1991年9月21日）
  - c/w：わたしの星
16. 胸が痛い（'91 New Version）（1992年8月21日）
  - c/w：Good time's rollin',bad time's rollin'
17. 純愛だけど朝帰り（1993年7月25日）※以降、ワーナーミュージック
  - c/w：TEARS IN HEAVEN
18. WOO CHILD（1993年10月25日）
  - c/w：君といつまでも
19. ファンキー・モンキー・ベイビー（1994年9月25日）
  - c/w：あれからゾンビ
20. 風を追いかけて〜CHASIN' THE WIND〜（1994年11月30日）
  - c/w：夜空に陽がさしても
21. HAPPY GO LUCKY（1994年12月21日）
  - c/w：パチンコ〜ランラン・ブルース　ゲーム・イズ・オーヴァー
22. フワ・フワ〜もう一杯おネエチャン（1995年10月25日）
  - c/w：みんな急げ
23. ゲゲゲの鬼太郎（1996年2月25日）
  - c/w：カランコロンの歌
24. イヤンなっちゃう節（1997年8月10日）
  - c/w：ぺったらぺたらこ
25. ゲゲゲの鬼太郎（2013年9月18日）
  - CD：1.ゲゲゲの鬼太郎　2.カランコロンの歌　3.イヤンなっちゃう節　4.ぺったらぺたらこ
  - DVD：ゲゲゲの鬼太郎（4作目）第33話「逆襲!妖怪さら小僧」

### オリジナル・アルバム
1. 「憂歌団」（SHOW BOAT 1975年11月1日）
2. 「セカンド・ハンド」（SHOW BOAT　1976年7月）
3. 「四面楚歌」（SHOW BOAT 1978年）
4. 「ローリング・ステディ」（SHOW BOAT 1979年6月)
5. 「夢・憂歌」（SHOW BOAT、1981年8月）
6. 「リラックス・デラックス」（フォーライフ 1983年9月21日）
7. 「気分」（フォーライフ 1984年7月21日）
8. 「UKA」（フォーライフ 1985年10月21日）
9. 「BLUE'S」（フォーライフ 1988年10月21日）
10. 「Big Town, Small Hands」（フォーライフ 1989年9月21日）
11. 「Good time's rollin'」（フォーライフ 1990年9月21日）
12. 「GON-TA」（ワーナーミュージック 1993年9月25日）
13. 「ブルース・バウンド」（ワーナーミュージック 1995年10月25日）

### ライヴ・アルバム
1. 「生聞59分」（SHOW BOAT 1977年3月）
2. 「Best of UKADAN Live」（フォーライフ 1986年9月5日）
3. 「LIVE at KUBOKODO 1981」（TDK 1994年9月24日）
4. 「UKADAN LIVE'89 〜Big Town Tour〜」（フォーライフ 1996年3月21日）

### ライヴ with スリーピー・ジョン・エスティス他 (1976年12月16日、日本青年館)
1. SLEEPY JOHN ESTES & HAMMIE NIXON with 憂歌団「BLUES IS A-LIVE」（再発版、スカイ・ステーション SWAX-107）
2. 憂歌団「Blues is A-Live」（スカイ・ステーション 2001年 SWAX-112）

上記前座公演。「生聞59分」と同時期のライブパフォーマンス。

### ミニ・アルバム
1. 「SUMMER DOZE 〜for lovers only〜」（フォーライフ 1986年7月21日）

### カバー・アルバム
1. 「Blues 1973-1975」（SHOW BOAT 1978年11月）
2. 「知ってるかい!?」（ワーナーミュージック、1994年9月25日）

### ベスト&コンピレーション・アルバム
1. 「憂歌団アコースティック・セレクション」（フォーライフ 1985年11月21日）
2. 「Taste of UKADAN」（フォーライフ 1986年12月5日）
3. 「ベスト・コレクション」（徳間ジャパン 1989年10月25日)
4. 「17/18oz. THE VERY BEST OF UKADAN」（フォーライフ 1991年11月21日)
5. 「Rolling 70's」（TDK 1994年9月24日）　2枚組
6. 「UKADAN SINGLES」（フォーライフ 1996年3月21日）
7. 「お中元 ベストセレクション 1993-1996」（ワーナーミュージック 1996年7月25日）
8. 「お歳暮 ベストセレクション 1993-1997」（ワーナーミュージック 1996年11月22日）
9. 「SINGLES 1975-1981」（SKY STATION 1998年2月20日）
10. 「ベスト撰集」（アイネットワーク 2000年9月21日）
11. 「Pure Best」（フォーライフ 2001年9月27日）
12. 「GOLDEN☆BEST Complete Best 1974-1997」（フォーライフ 2002年11月20日）
13. 「ツイン・ベスト」（ハイブライト 2003年5月21日）　2枚組
14. 「憂歌団ベスト〜トリオ・イヤーズ・グレイテスト・ヒッツ」（アブソードミュージックジャパン 2004年8月25日）
15. 「究極のベスト! 憂歌団」（ワーナーミュージック、2005年6月22日）
16. 「憂歌団 名選集」（プライエイド 2006年3月22日）
17. 「Ballads」（テイチク 2006年4月26日）
18. 「プレミアム・ベスト 憂歌団」（ワーナーミュージック 2009年6月24日）
19. 「Complete Best 1974-1997+LIVE アナログ」（フォーライフ 2010年10月27日）　CD+DVD

### 未発表音源集[要出典]
1. 「LOST TAPES」（ダイキサウンド 2000年12月20日)
2. 「Rare Tracks Vol.1」（アブソードミュージックジャパン 2005年9月22日）
3. 「Rare Tracks Vol.2」（アブソードミュージックジャパン　2005年9月22日）

### ボックス・セット
1. 「SHOW BOAT DAYS」（徳間ジャパン 1990年11月25日）
2. 「箱」（TDK 1999年3月21日）

### 映像作品
1. 「憂歌団LIVE ATサーカス サーカス」（1976年4月）
2. 「憂歌団LIVE アナログ」（フォーライフ 1989年12月21日）
3. 「憂風 〜GON-TA TOUR '93 LIVE〜」（ワーナーミュージック 1994年3月25日）
4. 「ライブ帝国 憂歌団」（ドリームタイムエンタテインメント 2005年9月23日）
5. 「SPACE SHOWER ARCHIVE 憂歌団 LIVE 9212」（デジタルサイト 2007年3月23日）
6. 「憂歌団からの便り。〜島田和夫祭り〜」（SPACE SHOWER MUSIC 2014年5月28日）2枚組

### CD-ROM
- 「憂歌団」（ダイナウェア 1997年12月21日）

### 書籍
- 「憂歌団DELUXE」（白夜書房 1988年）

## タイアップ一覧
| 使用年 | 曲名                                   | タイアップ                                                                                 |
| ------ | -------------------------------------- | ------------------------------------------------------------------------------------------ |
| 1978年 | 少女時代                               | エメロン「エチケットシャンプー」CMソング                                                   |
| 1986年 | You are my Angel                       | 大塚食品「ファイブスター」CMソング                                                         |
| 1988年 | 働け、ブルースバンド                   | 明星食品「味の一徹」CMソング                                                               |
| 1989年 | 嫌んなった                             | OVA『独身アパートどくだみ荘』主題歌                                                        |
| 1990年 | わかれのうた                           | フジテレビ系ドラマ『神谷玄次郎捕物控』主題歌                                               |
| 1990年 | 気持ちいいメロディー                   | 八十二銀行 CMソング                                                                        |
| 1992年 | 胸が痛い('91 New Version)              | NEC企業・CMソング                                                                          |
| 1992年 | Good time's rollin',bad time's rollin' | 住友銀行 CMソング                                                                          |
| 1993年 | WOO CHILD                              | シネカノン配給映画『月はどっちに出ている』エンディングテーマ                               |
| 1994年 | 風を追いかけて〜CHASIN' THE WIND〜     | TBS系『筑紫哲也 NEWS23』エンディングテーマ                                                 |
| 1994年 | 夜空に陽がさしても                     | ニッポン放送『サンデースポーツセンセーション』エンディングテーマ                           |
| 1994年 | HAPPY GO LUCKEY                        | 大遊協 イメージソング                                                                      |
| 1995年 | みんな急げ                             | NHK総合『ザックバラン』テーマソング                                                        |
| 1996年 | ゲゲゲの鬼太郎                         | フジテレビ系アニメ『ゲゲゲの鬼太郎』第4シリーズ オープニングテーマ                         |
| 1996年 | カランコロンの歌                       | フジテレビ系アニメ『ゲゲゲの鬼太郎』第4シリーズ 前期エンディングテーマ（第1話 - 第76話）   |
| 1996年 | ぺったらぺたらこ                       | フジテレビ系アニメ『ゲゲゲの鬼太郎』第4シリーズ 第33話「逆襲!妖怪さら小僧」挿入歌          |
| 1996年 | 大地のうた                             | 大地住販 CMソング                                                                          |
| 1997年 | イヤンなっちゃう節                     | フジテレビ系アニメ『ゲゲゲの鬼太郎』第4シリーズ 後期エンディングテーマ（第77話 - 第114話） |

### その他CMソング
- ぼくの町の阪神電車（阪神電気鉄道、1987年）[4]
- パンシロンNOW（ロート製薬、1993年）
- ポッカコーヒー（ポッカ、1998年）

ほか

## 関連作品
- 赫い髪の女（日活、1979年（VHS、DVDと発売されてきた）。日活 2017年 HPXN-49（BD版））
  - 監督: 神代辰巳。原作: 中上健次（赫髪）。演: 宮下順子、石橋蓮司、亜湖、阿藤海。音楽: 憂歌団
  - どてらい女（セカンド・ハンド）で始まり、出直しブルース（四面楚歌）に終わる。失恋ブルース（四面楚歌）、とことこブルース（四面楚歌）、嫌んなった（憂歌団）、カントリーガール（ローリング・ステディ）、一人暮らし（憂歌団）等挿入。
- 「タバコ止めないの」（桃井かおり『WATASHI』、PHILIPS 1979年 S-7085）

上記、「少女時代」も。
- 「アントニオの歌」（UA「ミルクティー」c/w SPEEDSTAR RECORDS 1998年 VIDL-30173）